# Reggae Gold 2001
Reggae Gold 2001 – dziewiąty album z serii składanek Reggae Gold, wydawanej przez nowojorską wytwórnię VP Records.
Płyta ukazała się 22 maja 2001 roku, wraz z bonusowym CD zawierającym remixy wszystkich utworów, autorstwa jamajskiego soundsystemu Stone Love. Produkcją całości zajęli się Chris Chin oraz Joel Chin.
9 czerwca 2001 roku album osiągnął 2. miejsce w cotygodniowym zestawieniu najlepszych albumów reggae magazynu Billboard (ogółem był notowany na liście przez 53 tygodnie).

## Lista utworów
1. Beres Hammond & Buju Banton – „Ain’t It Good To Know”
2. Cecile – „Changez”
3. Lady Saw & Marsha – „Son Of A Bitch”
4. T.O.K. – „Chi-Chi Man”
5. Elephant Man – „Wrong Application”
6. Bounty Killer – „All Out War”
7. Baby Cham – „Man & Man”
8. T.O.K. – „Shake Your Bam Bam”
9. Beenie Man & Mya – „Girls Dem Sugar” (remix)
10. Sanchez – „Pretty Girl”
11. Morgan Heritage – „Take Up Your Cross”
12. Sizzla – „Taking Over”
13. Beres Hammond, Bounty Killer & George Nooks – „Peace Cry”
14. Junior Kelly – „Boom Draw”
15. Shabba Ranks & Mikey Spice – „Kushungpeng”
16. Mr. Lexx & Zavia – „Spy”
17. Capleton – „Gimmi The Woman”
18. George Nooks – „God Is Standing By”